# Denis Villeneuve
Denis Villeneuve, född  3 oktober 1967 i Gentilly nära Trois-Rivières, Québec, är en kanadensisk regissör och manusförfattare.
Villeneuve inledde sin karriär som dokumentärfilmare men har på senare år gjort spelfilmer. 2009 kom filmen Polytechnique som handlar om skolskjutningen vid École Polytechnique i Montréal där Marc Lépine sköt 14 kvinnor till döds. Hans film Nawals hemlighet (2010) nominerades 2011 till en Oscar i kategorin Bästa icke-engelskspråkiga film. Filmen nominerades även till en BAFTA Award och till Césarpriset samt vann pris som bästa kanadensiska långfilm vid Toronto Film Festival 2010. År 2013 hade hans första engelskspråkiga filmer Enemy och Prisoners premiär på Toronto Film Festival. Båda filmerna har Jake Gyllenhaal i huvudrollen. Villeneuve Oscarnominerades för bästa regi för sci-fi-filmen Arrival (2016).

## Filmografi i urval
- 2000 – Maelström
- 2008 – Next Floor (kortfilm)
- 2009 – Polytechnique
- 2010 – Nawals hemlighet
- 2013 – Enemy
- 2013 – Prisoners
- 2015 – Sicario
- 2016 – Arrival
- 2017 – Blade Runner 2049
- 2021 – Dune
- 2024 – Dune: Part Two